# Paropioxys jucundus
Paropioxys jucundus är en insektsart som beskrevs av William Lucas Distant 1899. Paropioxys jucundus ingår i släktet Paropioxys och familjen Eurybrachidae. Inga underarter finns listade i Catalogue of Life.